# Wilhelm Ostermann (Pädagoge)
Otto Theodor Wilhelm Ostermann (* 29. Januar 1850 in Prezelle; † 31. Januar 1922 in Breslau) war ein deutscher Lehrer am Evangelischen Lehrerseminar Oldenburg, das er von 1877 bis 1896 als Direktor leitete.

## Leben
Ostermann war der Sohn eines Pastors und besuchte das Gymnasium in Hannover. Von 1872 bis 1876 studierte er in Berlin, Erlangen und Göttingen zunächst Theologie, dann Philologie und beschäftigte sich als Student nebenbei mit philosophischen und psychologischen Fragen. Nach dem Studium war er zunächst als Hauslehrer in Wietzendorf sowie am Seminar in Schlüchtern tätig. 1876 legte er die Rektorprüfung ab, wurde an der Universität Jena promoviert und ging als 1. Seminarlehrer an das Evangelische Lehrerseminar Oldenburg. Dort wurde er schon ein Jahr später zum Direktor berufen. 1886 wurde ihm der Titel Schulrat verliehen. Während seiner fast zwanzigjährigen Dienstzeit als Direktor, konnte Ostermann den Lehrbetrieb des Seminars kaum beeinflussen. Seine Initiative, die Seminarzeit von vier auf fünf Jahre zu verlängern und diese damit an die Lehrzeit der Seminare anderer deutscher Staaten anzugleichen, scheiterten an der „ausgabenfeindlichen und daher als reaktionär empfundenen oldenburgischen Staatsregierung“. So stand die oldenburgische Lehrerbildung bis zur Jahrhundertwende hinter den anderen deutschen Staaten zurück und Ostermann war gezwungen, den Seminarstoff von fünf in vier Jahren in einem militärisch-strengen Unterrichts und Führungsstil zu vermitteln. Weiterhin sah sich Ostermann latenten Konflikten mit  dem Evangelischen Oberschulkollegium ausgesetzt, vor allem als er 1894 an seiner vorgesetzten Behörde vorbei mit dem Landtagsabgeordneten Carl Wilhelm Jaspers Kontakt aufnahm, um die Ausbildungssituation am Seminar zu verbessern. Obwohl er fachlich und menschlich allgemein in gutem Ansehen stand, wurde Ostermann 1895 bei der Neubesetzung der Referentenstelle für das Volksschulwesen am Oberschulkollegium Oldenburg übergangen. Er beantragte daraufhin seine Entlassung aus dem oldenburgischen Staatsdienst und wurde 1897 zur Disposition gestellt. Allerdings kam das Ministerium erst 1899 seinem Entlassungswunsch nach. Ostermann überbrückte diese Wartezeit, indem er als schultechnischer Hilfsarbeiter bei der Regierung in Aurich tätig war. In diesem Jahr trat er in den preußischen Staatsdienst über und nahm Tätigkeiten in Aurich und Breslau auf, zuletzt als Provinzialschulrat mit dem Titel Geheimer Regierungsrat. 1908 wurde er dann schließlich noch an das Provinzialschulkollegium in Berlin versetzt, wo er bis zu seiner Pensionierung Ostern 1919 tätig war.
In Oldenburg war er von 1877 bis 1896 Mitglied des oldenburgischen Literarisch-geselligen Vereins, dem er zweimal als Präsident vorstand.

## Veröffentlichungen
Ostermann publizierte umfassend zu den wissenschaftlichen Aspekten des Lehrerberufs. Sein Lehrbuch der Pädagogik, zu dem sein Seminarkollege Ludwig Wegener den unterrichtspraktischen und schulkundlichen Teil beisteuerte, erschien 1882 (zunächst in zwei später in fünf Bänden) und wurde dreizehn Mal aufgelegt. Dieses Standardwerk, wie auch der verkürzte, mehrfach aufgelegte Auszug des Lehrbuchs Leitfaden der Pädagogik beeinflussten die Volksschullehreraus- und -weiterbildung in den kommenden Jahrzehnten.
Ein Schwerpunkt seiner Arbeit war weiterhin ab den 1880er Jahren die grundlegende Auseinandersetzung mit Johann Friedrich Herbart, dessen pädagogischer Theorie und der Herbart-Zillerschen Lehrmethode. Ostermann kritisierte an Herbart die systematische Vernachlässigung von Gefühlen und Einstellungen in der Erziehung, was er in verschiedenen Schriften auch öffentlich machte. Nach seiner Überzeugung sollte das Interesse (im psychologischen Sinn) das Motiv für das Wollen des zu Erziehenden sein und damit grundlegender Begriff der Pädagogik. In Anwendung dieses Prinzips wurde Ostermann zu einem frühen Wegbereiter des Erlebnis- und des Arbeitsunterrichts, ohne dass er diese Begriffe kannte. Ostermann gilt als der bedeutendste Direktor des Oldenburger Lehrerseminars.

### Werke (Auswahl)
- Die Grundlagen der pädagogischen Psychologie. Oldenburg. 1880.
- zusammen mit Ludwig Wegener: Lehrbuch der Pädagogik. 5 Bde. Oldenburg. Ab 1882.
- Die hauptsächlichsten Irrtümer der Herbartschen Psychologie und ihre pädagogischen Konsequenzen. Oldenburg. Erstmals 1887.
- Zur Herbart-Frage. Ein Wort der Erwiderung an Otto Flügel. Oldenburg/Leipzig. 1894.
- Das Interesse. Eine psychologische Untersuchung mit pädagogischen Nutzanwendungen. Oldenburg/Leipzig. Erstmals 1895.
- Pädagogisches Lesebuch für Lehrerseminarien. Oldenburg/Leipzig. 1901/2. (mit Lud wig Wegener),
- zusammen mit Ludwig Wegener: Leitfaden der Pädagogik. 4 Teile. Oldenburg. Erstmals 1908.
- Pädagogisches Lesebuch für Lehrer und Lehrerseminare. Oldenburg/Leipzig. 1915.
- Die Pädagogik unserer Klassiker im Zusammenhänge mit ihrer Weltanschauung. Berlin/Stuttgart. 1913.